# 鄭國俊
鄭國俊（1558年—？年），字君籲，號养冲，山西平陽府解州人，明朝政治人物。

## 生平
萬曆十年壬午科山西鄉試第五十二名舉人，十一年（1583年）癸未科第三甲第二百六十七名進士。吏部觀政，十三年充順天府鄉試同考官，本年授中书舍人，十五年养病，十六年補原官，十九年升户部员外郎，二十年管河西务鈔关，丁憂歸。二十四年复除员外郎，二十五年升郎中，密雲管粮，二十六年升廣平府知府，二十七年丁憂。三十年補官安慶府知府，三十三年升陕西副使，三十六年升本省右参政，四十年升河南按察使，四十三年升霸州道右布政使，改揚州道，四十七年拾遺。

## 家族
曾祖鄭瓉，祖鄭紀，父鄭茆，前母蒲氏；前母衛氏；母侯氏。